# Canthidium breve
Canthidium breve là một loài bọ cánh cứng trong họ Bọ hung (Scarabaeidae).